# 김준서 (가수)
김준서(2001년 11월 20일 ~ )는 대한민국의 가수이다. 보이 그룹 위아이의 멤버이다. 원더나인의 멤버로 활동하기도 하였다.

## 학력
- 신복초등학교 (졸업)
- 문수중학교 (졸업)
- 무거고등학교 (중퇴)

## 음반 외 활동

### 텔레비전 프로그램
| 연도 | 방송사 | 제목       | 방송 기간         |
| ---- | ------ | ---------- | ----------------- |
| 2018 | MBC    | 언더나인틴 | 11월 3일~2월 19일 |

### 드라마
| 연도 | 방송사 | 제목     | 배역   | 방송 기간 |
| ---- | ------ | -------- | ------ | --------- |
| 2025 | 왓챠   | 비밀사이 | 정다온 | 2월 27일~ |